# Mannen som gick upp i rök
Mannen som gick upp i rök är en kriminalroman av paret Sjöwall Wahlöö som först utkom 1966. Romanen har filmatiserats med samma namn med Derek Jacobi som Martin Beck. Boken var den andra i Sjöwall Wahlöös serie Roman om ett brott.

## Handling
Martin Becks semester blir förkortad när den svenske journalisten Alf Matsson plötsligt försvinner. Redaktionsledningen hotar att avslöja information som skulle vara generande för svenska regeringen. Eftersom Matsson senast sågs i Ungern åker Beck dit. Beck imponeras av det effektiva socialistiska landet, som dock hotas av några västtyska turistguider som handlar med narkotika och försöker röja Beck ur vägen. Han räddas av den ungerska polisen och kan återvända till Sverige där den verklige mördaren finns.